# Buttplug

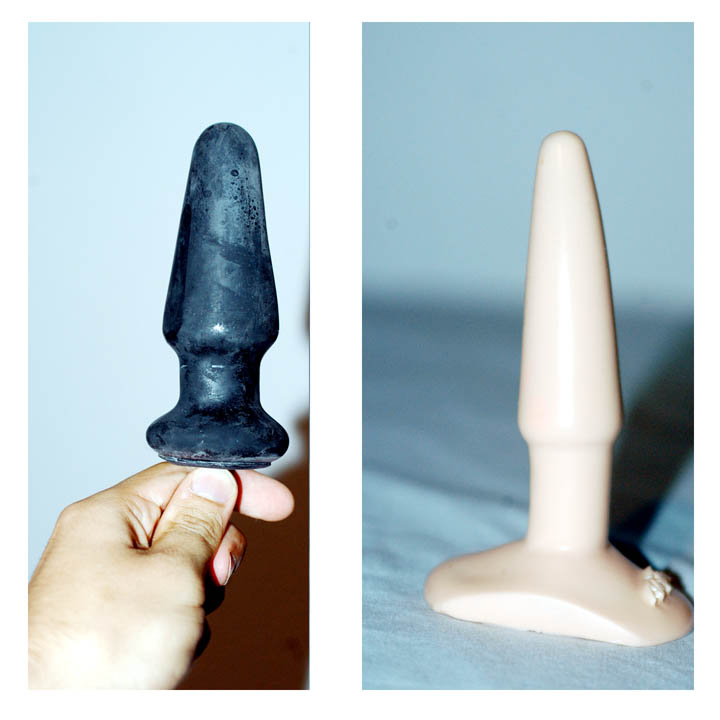
Twee verschillende buttplugs

Een buttplug of anaalplug is een seksspeeltje om in de anus te plaatsen ter verhoging van het seksueel genot. Een buttplug lijkt een beetje op een dildo, maar doorgaans is de buttplug korter en heeft een tapse vorm. Aan het uiteinde is de buttplug verbreed.

## Vormgeving
De buttplug is aan de bovenkant conisch en heeft daaronder een smaller deel, waar de sluitspier van de anus omheen sluit na het inbrengen. Buttplugs hebben altijd een breed uiteinde om te voorkomen dat het voorwerp geheel in de anus verdwijnt. De anus gaat over in de darm, en door de bewegingen van de spieren van zowel de aars als de darm kan een slank voorwerp dat anaal gebruikt wordt naar binnen 'gezogen' worden. Zou de buttplug helemaal in de darm verdwijnen, dan kan dit lichaamsvreemd voorwerp in de endeldarm alleen met medische hulp verwijderd worden. Het brede uiteinde van een buttplug voorkomt dit.
Buttplugs worden in verschillende maten, kleuren en materiaalsoorten vervaardigd. Er bestaan ook buttplugs die oppompbaar zijn, en versies die een vibratorfunctie hebben. Sommige pluggen zijn lang, flexibel en gebogen, waardoor zij tot in de sigmoïde dikke darm kunnen komen. Er bestaan ook buttplugs met lang haar of gesimuleerde dierenstaarten aan de basis. Die worden gebruikt bij een rollenspel om een dier te spelen.
Buttplugs kunnen gemaakt zijn van latex, siliconen, kunststof, neopreen, hout, metaal, glas, steen etc.

## Gebruik
Buttplugs kunnen om verschillende redenen worden gebruikt. Ze kunnen worden gebruikt bij masturbatie, stimulatie van de prostaat of penetratie of dubbele penetratie tijdens seks met een partner. Ze kunnen ook gebruikt worden als middel om de anus op te rekken als voorbereiding op anale geslachtsgemeenschap. De buttplug wordt hiervoor langzaam in de anus gestoken en een paar minuten erin gehouden. Dit leidt tot een lichte rek van de anus en ontspanning van de rectale spieren; de penetratie van de penis wordt daardoor makkelijker. Soms wordt een buttplug met opzet lang in de anus gehouden. De sluitspieren van de anus raken hierdoor gewend aan oprekking. Kleine buttplugs kunnen ook discreet worden gedragen tijdens dagelijkse bezigheden.

## Risico's
De anus maakt van nature geen vocht aan, daarom wordt bij het gebruik van een buttplug, net als bij anale geslachtsgemeenschap, een glijmiddel gebruikt. Een anaal glijmiddel heeft vaak een wat dikkere structuur dan een vaginaal glijmiddel. Het is beter een buttplug – nadat deze zonder bescherming van bijvoorbeeld een condoom in een anus is gebruikt – niet direct in een vagina of andere anus te gebruiken, om infecties van feces-bacteriën te voorkomen. Bij het inbrengen en ook het verwijderen van de buttplug moet voorzichtig gehandeld worden, omdat de wand van de endeldarm anders kan beschadigen.
Een buttplug met een te grote diameter kan, vooral wanneer deze te snel of te krachtig worden ingebracht, scheuring van de sluitspier veroorzaken.
Om het risico op het overdragen van ziekten, waaronder hiv, te verlagen dient men buttplugs bij het wisselen van sekspartner te reinigen.

## Wetenswaardigheden
- De Rotterdamse gemeenteraad kocht in 2001 Paul McCarthy's beeld Santa Claus, dat ook bekend werd onder de naam "Kabouter Buttplug". De koop was omstreden. Uiteindelijk is het beeld in 2008 op het Eendrachtsplein geplaatst.
- Een ander rectaal gebruikt seksspeeltje zijn de Chinese balletjes.